# HN Близнецов
HN Близнецов (лат. HN Geminorum) — двойная затменная переменная звезда типа Алголя (EA) в созвездии Близнецов на расстоянии (вычисленном из значения параллакса) приблизительно 31 513 световых лет (около 9 662 парсек) от Солнца. Видимая звёздная величина звезды — от +16m до +15m.

## Характеристики
Первый компонент — оранжевая звезда спектрального класса K. Эффективная температура — около 3964 К.